# Дёмкин, Иоанн Иоаннович
Иоанн Иоаннович Дёмкин (1837—1916) — священнослужитель Русской православной церкви, протоиерей, в течение 52 лет (1861—1913) служивший в Благовещенской церкви на Васильевском острове Санкт-Петербурга.

## Биография
Родился в селе Демкино Раненбургского уезда Рязанской губернии 18 (30) апреля 1837 года в семье священника Рязанской епархии Иоанна Иоанновича Дёмкина, в которой было шестеро детей — три сына и три дочери; Иоанн был вторым по старшинству.
Когда он учился в Рязанской семинарии, отец скончался от холеры. Тогда старший сын Николай, уже окончивший эту семинарию, подал прошение об определении его священником на место отца, в село Демкино. При поддержке старшего брата Иоанн Дёмкин смог продолжить учёбу в семинарии, которую окончил в 1857 году и как лучший воспитанник был отправлен за казённый счёт на учёбу в Петербург.
В 1861 году он получил степень магистра в Санкт-Петербургской духовной академии; 12 ноября женился на Екатерине Румянцевой, дочери умершего священника Благовещенской Василеостровской церкви, Симеона Румянцева.
Согласно записи в его послужном списке, Иоанн Дёмкин 24 ноября 1861 года был рукоположён в сан священника Благовещенской церкви на Васильевском острове. Спустя двадцать лет, в 1881 году, он был произведён в сан протоиерея.
Съездом епархиального духовенства 19 ноября 1889 года он был избран членом Педагогического Собрания при Санкт-Петербургской духовной семинарии, а 7 марта 1890 года указом духовной консистории назначен настоятелем Благовещенской Василеостровской церкви.
Состоял членом комиссии, заведующей церковно-приходской школой при Благовещенской Василеостровской церкви.
С 1896 года состоял в должности помощника благочинного Василеостровского столичного благочиннического округа.
Определением Сената от 13 мая 1898 года был признан с детьми в потомственное дворянство.
В 1913 году протоиерей Иоанн сложил с себя по болезни настоятельские обязанности. Скончался 14 (27) февраля 1916 года от воспаления лёгких и был похоронен на Смоленском православном кладбище. После смерти отца Иоанна настоятелем церкви Благовещения стал его зять — кандидат богословия Санкт-Петербургской духовной академии Михаил Иоаннович Поспелов.

## Благотворительность и просветительская деятельность
Отец Иоанн много занимался благотворительностью. В 1862 году в связи со столетием Благовещенской Василеостровской церкви было открыто Общество вспомоществования приходским бедным, его председателем стал отец Иоанн. Это Общество при Благовещенской церкви было
«одним из первых в России и впоследствии значительнейших в столице».
Попечители совета Общества (их могло быть до сорока) указывали бедных в своём участке и назначали вид помощи. Общество также собирало пожертвования для голодающих, пострадавших от неурожая в 1868, 1873, 1891 гг.
Также по инициативе отца Иоанна при храме строились дома для бедных и стариков, приют для девочек. В 1873 году была открыта бесплатная квартира для 18 женщин. В 1874 году на пожертвования прихожан был построен двухэтажный дом, в 1883 году второй дом, к 1889 году третий. К концу века был выстроен дом для приюта стариков на 41 человека, а также для приюта 35 девочек. Пожертвования шли на помещение для девочек, еду, одежду и обувь, обучение грамоте, закону Божьему, арифметике. Также их учили шить, вязать, стирать, гладить, готовить и петь в хоре. Попечитель К. И. Христофоров снимал для девочек дачу, возил на ёлку, в театр. При выходе детей из приюта им выдавалась помощь.
Отец Иоанн активно занимался просветительской деятельностью: при храме работали приходская школа и библиотека, собирался любительский хор, бесплатно распространялись книги и брошюры. В 1909 г. певцы обучались по нотам регентом Д. Ф. Яковлевым, отцом диаконом А. В. Васильевским и псаломщиком М. И. Преображенским.
В 1901 г. в приходе появился кружок трезвенников. За 12 лет в кружок записалось более 14 тысяч человек. Протоиереем И. И. Дёмкиным было предложено чтение о воздержании от опьяняющих напитков и пагубных последствиях пьянства. Оно было напечатано и выдавалось всем.
Святитель Николай Японский пишет об отце Иоанне в своём дневнике 24 сентября 1879 года: 

«Часов до 7 вечера потом провёл время у Ив. Ив. Дёмкина. Показывал он свою богадельню: старушки и дети, бывшие бесприютными, живут совершенно счастливо; дети ходят в училище. На втором этаже дешёвые квартиры: за 2 1/2 руб. в месяц две жилицы вместе имеют просторную тёплую комнату. В кухни проведена вода. Со временем и 2-й этаж имеется в виду отдать бесплатно — бесприютным. Совершенно в духе первых времён христианства: Церковь призирает своих вдов и сирот. В подражание Благовещенской богадельне теперь во всех петербургских церквах заводят такие же. Замечателен великолепный образ святителя Тихона в богадельне: когда Ив. Ив. Дёмкин был очень болен ревматизмом, один прихожанин дал обет построить этот образ и киот, если он выздоровеет. Вот так любят дети духовные своего пастыря и молятся о нём! Началась богадельня постройкой — почти без денег; главный возбудитель и осуществитель доброго приходского дела о. Иоанн Дёмкин. Образцовый пастырь он; вечно — по требам и церковным делам; и всякого приходящего звать его на дело — встречает с такою любовью, каким бы делом ни занят был или как бы ни был уставши в то время: „кого Бог дал там?“ или: „а вот Господь и ещё посылает дело“, только и слышатся его слова. Побольше бы таких пастырей!»

## Награды
- 1878 год — орден Святой Анны 3 степени.
- 1886 год — орден Святой Анны 2 степени.
- 1893 год — орден Святого Владимира 4 степени.
- 1896 год — серебряная медаль на Александровской ленте для ношения на груди «В память царствования императора Александра III».
- 1900 год — орден Святого Владимира 3 степени.
- 1905 год — орден Святой Анны 1 степени.
- 1909 год — орден Святого Владимира 2 степени.

## Дети
- Дмитрий (1863—1925), мировой судья, товарищ городского головы Санкт-Петербурга, предприниматель, соучредитель финансово-промышленной группы Гессена-Дёмкина совместно с братьями Б.И. и Ю. И. Гессенами[6]. После революции эмигрировал во Францию;
- Александр (1865—1871);
- Михаил (1867—1932), преподаватель, смотритель училищ;
- Иван (1869—1943), мировой судья, присяжный поверенный, преподаватель правоведения, после революции эмигрировал в Эстонию;
  - дочь Ивана и его жены Елизаветы Васильевны — Лидия, учёный-технолог, д. т. н.;
- Пётр (1871—1932), акцизный чиновник;
- Ольга (1872—1941), замужем за священником Григорием Вышеславцевым;
- Анна (1874—1946), врач, замужем за священником Михаилом Поспеловым;
- Елизавета (1878—1948), библиотекарь, замужем за горным инженером Владимиром Можаровым;
- Николай (1879—1954), капитан дальнего плавания;
- Пелагея (1880—1970), после революции эмигрировала во Францию вместе с Дмитрием Одинцом (1883—1950);
  - их сын Михаил Одинец[7] (1913—2005) — французский авиаинженер, участник Сопротивления, деятель общественной жизни русской общины Франции.